# Gameringalm
Die Gameringalm ist eine Alm in der Gemeinde Spital am Pyhrn im österreichischen Bundesland Oberösterreich. Die Alm liegt etwa 1,5 km westlich des Pyhrnpasses, im Osten des Toten Gebirges, in einer Höhe von 1400 m ü. A. Die Gameringalm hat eine Fläche von 184 Hektar, davon sind 111 Hektar Weidefläche. 12 Anteilsberechtigte sind in der Agrargemeinschaft Gameringalm organisiert und treiben 130 Jungrinder auf. Die Alm liegt an der Grenze zur Steiermark. Bauern aus Spital am Pyhrn und Liezen teilen sich die Anteile. Die Gameringalm ist von der Hintersteineralm über eine Forststraße erreichbar, die für den öffentlichen Verkehr gesperrt ist. Im Winter wird das Gebiet als Skiabfahrt des Skigebiets Wurzeralm genutzt.

## Geschichte
Die Gameringalm wurde vermutlich erst im Spätmittelalter genutzt, als die tiefer gelegenen Almweiden knapp wurden. Im 18. Jahrhundert war der Weidebedarf im Windischgarstner Becken so groß, dass die 12 Anteile nochmals geteilt wurden.